# Rogneda (opera)
Rogneda (in russo Рогнеда?) è un'opera in cinque atti del compositore russo Aleksandr Nikolaevič Serov.

## Storia della composizione
Serov compose l'opera tra il 1863 ed il 1865. Il soggetto di Rogneda si basa sul romanzo La tomba di Askold del 1833 di Michail Zagoskin e sul poema Rogneda del 1825 di Kondratij Ryleev. Il libretto fu scritto da Dmitrij Averkiev dopo che Serov aveva già composto la musica, quindi adattandosi ad essa. L'opera narra vicende della vita di Rogneda, moglie di Vladimir I di Kiev, assieme alla cristianizzazione della Russia, momento fondamentale della quale fu la conversione di Vladimir nel 988. L'opera fu rappresentata per la prima volta il 27 ottobre 1865 al teatro Mariinskij di San Pietroburgo, diretta da Konstantin Ljadov. Nonostante l'enorme successo di pubblico e l'apprezzamento dello stesso imperatore Alessandro II, che dopo la prima concesse a Serov uno stipendio annuale di 1000 rubli, Rogneda fu più volte oggetto di critiche da parte di autorevoli rappresentanti della scena musicale russa, in particolare Vladimir Stasov ed il Gruppo dei Cinque. L'opera tuttavia rimase molto popolare fino alla fine dell'Impero russo.

## Trama

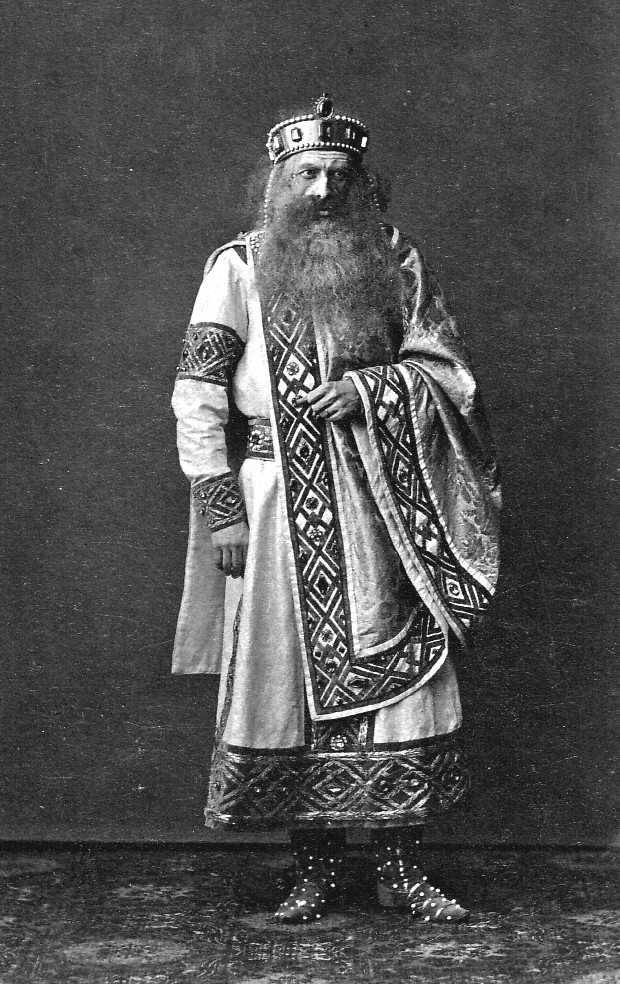
Michail Sariotti nel ruolo di Vladimir Sole Rosso, 1865.

L'azione si svolge alla fine del X secolo d.C. a Kiev e dintorni.

### Atto I
Scena prima Nella grotta di Skul'da, sulle rive del Dnepr. Il sommo sacerdote di Perun si reca dalla strega Skul'da. Egli è preoccupato perché il cristianesimo si diffonde sempre più tra il popolo, ed il principe di Kiev Vladimir, detto Sole Rosso, non si preoccupa di proteggere la vecchia fede pagana. I due vogliono uccidere il principe e come strumento per realizzare il loro piano hanno scelto Rogneda, una delle mogli di Vladimir. Entra Rogneda avvolta in un mantello. La principessa vuole vendicarsi di Vladimir che, dopo aver conquistato la sua terra, ha ucciso su padre, il principe Rogvolod, e poi l'ha dimenticata per dedicarsi alle campagne militari ed ai divertimenti. La strega lancia dell'erba nell'altare da cui si leva una fiamma viva. I suoi riflessi illuminano un coltello nelle mani di Skul'da, con cui Rogneda potrà attuare la sua vendetta.
Scena seconda Sulle rive del Dnepr, davanti alla collina su cui si erge l'idolo di Perun, si è radunata una grande folla. I sacerdoti si stanno preparando per incontrare il principe di ritorno dalla sua campagna militare. In onore della vittoria sul nemico, hanno deciso di sacrificare a Perun due giovani. Già si leva il coltello su di uno di loro, quando dalla folla irrompe il giovane cristiano Rual'd e ferma la mano del sacerdote. Indignati per l'atto del giovene cristiano, i sacerdoti vogliono che sia lui la vittima sacrificale. Improvvisamente da lontano si sentono i suoni delle trombe. Il principe sta arrivando con il suo seguito su delle imbarcazioni. Approfittando del fatto che tutti si precipitarono verso il fiume, il sommo sacerdote lascia andare Rual'd — l'intrepido giovane gli potrà essere ancora utile. Rual'd odia il principe Vladimir, che ha rapito la sua fidanzata Olava, e vuole vendetta. Dalle navi sbarcano il principe Vladimir ed il suo seguito. Il popolo in festa accoglie i vincitori.

### Atto II
Si tiene un banchetto in onore di Vladimir, che è tornato vittorioso dalla guerra. I cacciatori del principe gli portano la notizia di un tentativo fallito di Rual'd di rapire Olava e Vladimir comanda che il giovane venga arrestato ed ucciso. Dobrynja Nikitič intercede per Rual'd, che ha cercato di proteggere la sua promessa sposa e chiede pietà per lui. Vladimir adirato non lo vuole ascoltare e  minaccia di scacciarlo, ma il giullare di corte riesce a placare l'ira del sovrano e calma la situazione.

### Atto III
In una foresta nei pressi di Kiev, Rual'd incontra alcuni pellegrini cristiani. Un vecchio lo dissuade dal vendicarsi del principe, piuttosto lo esorta a ricambiare il male con il bene. Entra in scena il principe con il suo seguito intento in una battuta di caccia. Quando Vladimir viene attaccato da un orso, Rual'd gli salva la vita a spese della sua. Questo sacrificio, assieme alle le parole del vecchio, che gli annuncia che quella notte sarà salvato dalla morte, provocano una profonda impressione su Vladimir. A causa dell'ora tarda, Vladimir decide di non tornare a Kiev, ma di passare la notte con Rogneda, la cui dimora si trova nelle vicinanze.

### Atto IV
Rogneda è triste e pensierosa. Né le canzoni allegre delle ragazze, né le carezze del figlio di Izjaslav possono disperdere i suoi pensieri cupi sulla sua gioventù rovinata e sulla vita senza gioia con il marito. La principessa si scuote solo quando viene a sapere dell'arrivo del principe nella sua dimora: finalmente potrà realizzare il suo piano! Dopo essersi sistemato, il principe congeda il suo seguito e va a coricarsi. Rogneda, con un coltello in mano, si avvicina al suo letto, ma Vladimir, che ha appena visto in sogno Rual'd e il vecchio pellegrino avvertirlo dell'imminente pericolo, si sveglia improvvisamente e la ferma. L'indomani sarà giustiziata.

### Atto V
Scena prima Sul fiume infuria la tempesta. Nella notte il sommo sacerdote si reca nuovamente da Skul'da: è turbato e vuol sapere che cosa accadrà ai sacerdoti pagani. La strega evoca una visione ed appare la riva del Dnepr, avvolta nella nebbia e piena di gente. Al comando del principe Vladimir, la folla distrugge l'idolo di Perun e lo getta nel fiume dove affonda.
Scena seconda Izjaslav ha deciso di ottenere dal padre il perdono per la madre o di morire con lei. Con il suo corpo, il ragazzo protegge la madre da Vladimir che è venuto per ucciderla. Il principe rimette Rogneda al giudizio del popolo.
Scena terza La corte del principe è piena di gente. Gli abitanti di Kiev chiedono la morte di Rogneda, che ha attentato alla vita del principe. Izjaslav si getta ai piedi di Vladimir e gli chiede di perdonare la madre. Commosso dalle suppliche del ragazzo, Vladimir perdona sua moglie. Il popolo celebra la magnanimità del principe.